# Спина к спине
Спина к спине (также известен как «Американский якудза-2» и «Спина к спине: Американский якудза-2») — американский телефильм-боевик 1996 года режиссёра Роджера Найгарда, сюжет написан самим Найгардом и Скоттом Нимерфо (в титрах — Ллойд Кейт). Фильм продюсировали У. К. Бородер, Томас Калабрезе, Такасигэ Итисэ, Аки Коминэ, Майкл Лихи и Джоэл Суасон. В главных ролях сыграли Майкл Рукер и Рё Исибаси. Фильм является продолжением фильма 1993 года «Американский якудза». Фильм впервые был показан на международном фестивале фильмов в Ольденбурге (Oldenburg International Film Festival) 29 августа 1996 года. Впервые на экран вышел в США, был показан по первому кабельном каналу НВО 25 октября 1996 года.

## Сюжет
Глава японской якудза посылает двоих боевиков: Кодзи и Хидэо в Лос-Анджелес с целью устранить местного Главу Семьи де Лоренцо. Они устраивают засаду в ресторане, но туда вваливается психопат, обвязавшийся взрывчаткой и вооружённый автоматом, вообразивший себя воскресшим Элвисом Пресли. Одна из пуль попадает в Хидэо, который впоследствии умирает от потери крови, но другому боевику Кодзи удаётся отрубить руку психопата в которой был зажат взрыватель и взорвать его. Полиция арестовывает Кодзи, его допрашивает лейтенант Дюсак. В участке Кодзи знакомится с девушкой Челси Мелоун, приехавшей проведать отца-полицейского Боба Мелоуна. Внезапно Кодзи расшвыривает охрану и берёт Челси в заложницы, затем приезжает в дом Мелоуна и тоже захватывает его в заложники. Мелоуну удаётся освободиться и захватить Кодзи. Разговаривая по телефону с Дюсаком Мелоун внезапно разоблачает его — предатель работает на де Лоренцо. Дом Мелоуна буквально штурмует прибывший отряд мафиози де Лоренцо. Боб и Кодзи объединяются, чтобы выжить и истребляют вторгнувшихся, потом едут в ресторан к де Лоренцо, где взорвав замаскированные световые бомбы истребляют ослеплённую охрану и самого Главу Семьи. Туда же прибывает Дюсак, стремящийся зачистить следы. Кодзи жертвует собой, чтобы прикрыть Боба и погибает.

## В ролях
- Майкл Рукер — Боб Мелоун
- Рё Исибаси — Кодзи
- Дэниэль Харрис — Челси Мелоун
- Джон Логлин — лейтенант Тони Дюсак
- Ко Такасуги — Хидэо
- Бобкэт Голдтуэйт — Психопат
- Винсент Скьявелли — Леонардо
- Сти́вен Фе́рст — Джимми
- Тим Томерсон — Томас
- Фред Уиллард — полицейский
- Фрэнк д’Амико — де Лоренцо